# Yuri van Gelder
Yuri van Gelder, född 20 april 1983 i Waalwijk, är en nederländsk gymnast, specialiserad på ringar. Hans smeknamn är "Lord of the Rings". 

## Karriär
van Gelder vann guld i ringar vid Europamästerskapen år 2005 i Debrecen, Ungern. Samma år blev han även världsmästare i disciplinen. Vid världsmästerskapen i artistisk gymnastik vann han ett brons i ringar år 2006. Vid VM året därpå vann han silver.

### Droger
Den 13 juli 2009 avslöjade van Gelder att han tagit kokain tre dagar före de nederländska mästerskapen i Rotterdam. van Gelder sade att han ångrade sitt "felsteg" och kallade sig själv "oerhört dum". Efter avslöjandet fick han lämna tillbaka sin guldmedalj från samma mästerskap, och han blev avstängd från tävlande av det nederländska gymnastikförbundet. Utöver att han stängdes av från tävlande sparkades han även från sitt jobb inom det nederländska försvaret, eftersom man har "nolltolerans" mot droger.
van Gelder skulle ha deltagit i VM år 2010, men han drogs ur från det nederländska teamet några dagar före tävlingens start med hänvisning till medicinska skäl. En senare rapport syftade på att han fått ett återfall. van Gelder hade dessförinnan även varit ambassadör för De Lotto, en stor internetspelkedja i Nederländerna. Efter att hans återfall uppdagats sparkades han som dess ambassadör. van Gelder själv hävdade dock senare att han drog sig ut på grund av pressen omkring honom, och att han inte fått något återfall.
Strax innan julafton år 2010 meddelade den nederländska gymnastikfederationen att man efter hans nästan tvååriga frånvaro kommer att ge van Gelder en andra chans att komma tillbaka till internationellt tävlande igen.
Vid olympiska sommarspelen 2016 i Rio de Janeiro kvalade van Gelder in till finalen i ringar. Han firade sedan detta med en utekväll där han drack alkohol och blev sedan hemskickad på grund av att drickandet bröt mot lagets uppförandekod.

### Fotnoter
1. ↑  ”Yuri van Gelder haalt zilver op WK”. NRChandelsblad. 8 september 2007. http://vorige.nrc.nl/sport/article1836657.ece/Yuri_van_Gelder_haalt_zilver_op_WK. (nederländska)
2. ↑  ”Dutch gymnast Yuri van Gelder tests positive for cocaine”. Radio Netherlands Worldwide. 13 juli 2009. http://www.rnw.nl/english/article/dutch-gymnast-yuri-van-gelder-tests-positive-cocaine. (engelska)
3. ↑  ”Turner Yuri van Gelder betrapt op cocaïne”. Trouw. 13 juli 2009. http://www.trouw.nl/nieuws/sport/article2813939.ece/Turner_Yuri_van_Gelder_betrapt_op_coca_iuml_ne.html. (nederländska)
4. ↑  Stouwdam, Henk (13 juli 2009). ”Dutch gymnast Yuri van Gelder tests positive for cocaine”. NRC. http://vorige.nrc.nl/international/article2299331.ece/Dutch_gymnast_Yuri_van_Gelder_tests_positive_for_cocaine. (nederländska)
5. ↑  Turner, Amanda (12 oktober 2010). ”Dutch Pull Van Gelder from Rotterdam”. International Gymnast Magazine. http://www.intlgymnast.com/index.php?option=com_content&view=article&id=1978:dutch-pull-van-gelder-from-worlds&catid=2:news&Itemid=166. (engelska)
6. ↑  F., Michael (11 november 2010). ”Dutch Online Gambling Group De Lotto Drops Yuri van Gelder”. GamingZion. Arkiverad från originalet den 17 november 2010. https://web.archive.org/web/20101117071423/http://gamingzion.com/gamblingnews/dutch-online-gambling-group-de-lotto-drops-yuri-van-gelder-1743. Läst 29 januari 2011. (engelska)
7. ↑  ”Gymnast Yuri van Gelder denies he is using cocaine again”. DutchNews.nl. 14 oktober 2010. Arkiverad från originalet den 15 oktober 2010. https://web.archive.org/web/20101015205808/http://www.dutchnews.nl/news/archives/2010/10/gymnast_van_gelder_denies_coca.php. (engelska)
8. ↑  Lawrence, Blythe (23 december 2010). ”Dutch gymnastics: Yuri van Gelder greenlighted to return”. Examiner. http://www.examiner.com/gymnastics-in-national/dutch-gymnastics-yuri-van-gelder-gets-green-light-to-return. (engelska)
9. ↑  (9 augusti 2016). Rio Olympics 2016: Yuri van Gelder sent home after drinking on night out. BBC Sports. Läst 11 september 2016.